# Puente de Eleuterna
El puente de Eleuterna es un antiguo puente griego de ménsulas situado cerca de la ciudad cretense de Eleuterna (Grecia). A finales del siglo XIX se derrumbó un segundo puente similar situado a poca distancia al sur del primero, del que quedan muy pocos vestigios.

## Descripción
La estructura, bien conservada, tiene un solo vano de 3,95 m, bastante grande para un falso arco. La abertura está tallada sin mortero en bloques de piedra caliza en forma de triángulo isósceles, cuya altura es de 1,84 m. La longitud total del puente mide 9,35 m. Su anchura varía entre 5,1 y 5,2 m, con la estructura convergiendo ligeramente hacia su punto central por encima del arco (5,05 m de anchura allí). La altura oscila entre 4 y 4,2 m.

## Historia
El puente, que todavía está en uso, fue descrito por primera vez por el inglés Thomas Abel Brimage Spratt en sus Travels and Researches in Crete [Viajes e investigaciones en Creta], después de haber realizado una visita al lugar en 1853. En ese momento, otro puente antiguo con un arco triangular todavía estaba en pie a unos cientos de metros de distancia, pero, a juzgar por un informe posterior, fue destruido en algún momento desconocido antes de 1893.

## Datación
Aunque existe un acuerdo general en que los dos puentes de Eleuterna datan de la Grecia preromana, la falta de hallazgos adecuados dificulta una datación más precisa. Según Nakassis, el puente norte que se conserva fue construido en algún momento del período helenístico, mientras que el erudito italiano Galliazzo data la construcción con mayor precisión a finales del siglo IV o principios del III a. C. Para el puente sur, más pequeño y ahora derruido, Nakassis apoya cautelosamente una fecha de finales de la Grecia clásica.